# Saint-Jean-de-Belleville
Saint-Jean-de-Belleville is een plaats en voormalige gemeente in het Franse departement Savoie (regio Auvergne-Rhône-Alpes) en telt 475 inwoners (2005). De plaats maakt deel uit van het arrondissement Albertville. Saint-Jean-de-Belleville is op 1 januari 2019 gefuseerd met de gemeente Les Belleville. 

## Geografie
De oppervlakte van Saint-Jean-de-Belleville bedraagt 56,3 km², de bevolkingsdichtheid is 8,4 inwoners per km².
De onderstaande kaart toont de ligging van Saint-Jean-de-Belleville met de belangrijkste infrastructuur en aangrenzende gemeenten.

## Demografie
Onderstaande figuur toont het verloop van het inwonertal (bron: INSEE-tellingen).